# Mieczysław Brudniak
Mieczysław Andrzej Brudniak (ur. 15 maja 1954 w Biedaczowie, zm. 29 września 2020 w Gorlicach) – polski inżynier mechanik i polityk, poseł na Sejm X kadencji.

## Życiorys
Uzyskał tytuł zawodowy inżyniera mechanika na Wydziale Maszyn Górniczych i Hutniczych Akademii Górniczo-Hutniczej w Krakowie w 1978. W tym samym roku rozpoczął pracę w Fabryce Maszyn Wiertniczych i Górniczych „Glinik” w Gorlicach. Ukończył studia podyplomowe w specjalnościach urządzenia wiertnicze oraz obudowy zmechanizowane. W latach 1980–1982 był kierownikiem biura dyrektora, a następnie do 1986 kierownikiem zmiany w fabryce. Od 1986 pełnił funkcję kierownika wydziału produkcyjnego. W 1998 został prezesem zarządu i dyrektorem generalnym „Glinika”, później do 2013 pełnił funkcję prezesa zarządu Grupy Kapitałowej Glinik.
W 1989 uzyskał mandat posła na Sejm w okręgu nowosądeckim z puli Polskiej Zjednoczonej Partii Robotniczej. Należał do partii od 1980 do rozwiązania. Kadencję zakończył jako poseł niezrzeszony. Zasiadał w Komisji Systemu Gospodarczego, Przemysłu i Budownictwa, Komisji Systemu Gospodarczego i Polityki Przemysłowej oraz w Komisji Przekształceń Własnościowych.
Otrzymał Złoty Krzyż Zasługi (1997), Medal 40-lecia Polski Ludowej (1984) oraz nagrodę „Złoty Liść Dębu” (2008).